# Dora (Oregon)
Dora az Amerikai Egyesült Államok északnyugati részén, Oregon állam Coos megyéjében, az egykori Coos-öböli postakocsi-útvonal mentén elhelyezkedő önkormányzat nélküli település.
Az 1874 és 1939 között működő posta első vezetője John H. Roach; az Oregon Geographic Names szerint a település lánya, Dora nevét viseli.
Egykor evangélikus akadémia, köziskola és a grangerek egy klubháza is működött itt.

## Fordítás
- Ez a szócikk részben vagy egészben  a   Dora, Oregon című angol Wikipédia-szócikk ezen változatának fordításán alapul.  Az eredeti cikk szerkesztőit annak laptörténete sorolja fel. Ez a jelzés csupán a megfogalmazás eredetét és a szerzői jogokat jelzi, nem szolgál a cikkben szereplő információk forrásmegjelöléseként.